# Більковецька сільська рада
Більковецька сільська рада — колишня адміністративно-територіальна одиниця та орган місцевого самоврядування у Коростишівському районі Малинської, Волинської округ, Київської й Житомирської областей УРСР та України з адміністративним центром у с. Більківці.

## Населені пункти
Сільській раді підпорядковувались населені пункти:
- с. Більківці
- с. Козак

## Населення
Відповідно до результатів перепису населення 1989 року, кількість населення ради, станом на 1 грудня 1989 року, складала 1 295 осіб.
Станом на 5 грудня 2001 року, відповідно до перепису населення України, кількість мешканців сільської ради складала 1 183 особи.

## Склад ради
Рада складалась з 16 депутатів та голови.

## Керівний склад сільської ради
| ПІБ                    | Основні відомості                                                         | Дата обрання | Дата звільнення |
| ---------------------- | ------------------------------------------------------------------------- | ------------ | --------------- |
| Хом"як Василь Іванович | Сільський голова, 1956 року народження, освіта, безпартійний              | 26.03.2006   | 31.10.2010      |
| Хом'як Василь Іванович | Сільський голова, 1956 року народження, освіта вища, член Партії регіонів | 31.10.2010   |                 |

Примітка: таблиця складена за даними джерела

## Історія
Утворена 1923 року в с. Більківці Коростишівської волості Радомисльського повіту Київської губернії. 16 січня 1923 року до складу ради включено с. Зубрівка ліквідованої Зубрівської сільської ради Коростишівської волості. 7 березня 1923 року увійшла до складу новоствореного Коростишівського району Малинської округи. Станом на вересень 1924 року на обліку в раді перебуває хутір Козак Перший.
Відповідно до інформації довідника «Українська РСР. Адміністративно-територіальний поділ», станом на 1 вересня 1946 року сільрада входила до складу Коростишівського району, на обліку в раді перебували села Більківці, Зубрівка та х. Козак.
5 березня 1959 року до складу ради увійшли села Бобрик та Теснівка Старосілецької сільської ради Коростишівського району. 29 червня 1960 року с. Зубрівка було об'єднане з с. Більківці.
Станом на 1 січня 1972 року сільська рада входила до складу Коростишівського району Житомирської області, на обліку в раді перебували села Більківці, Бобрик, Козак та Теснівка.
17 червня 1988 року, відповідно до рішення Житомирського ОВК № 149 «Про питання адміністративно-територіального поділу», села Бобрик і Теснівка підпорядковані Коростишівській міській раді.
Виключена з облікових даних 5 січня 2017 року через об'єднання до складу Коростишівської міської територіальної громади Коростишівського району Житомирської області.